# Franc Pribošek
Franc Pribošek (* 14. Januar 1917 in Villach, Österreich-Ungarn; † Januar 1981 in Ljubljana, SFR Jugoslawien) war ein jugoslawischer Skispringer.

## Werdegang
Franc Pribošek wurde am 14. Januar 1917 als Sohn von Franc Pribošek (* 22. Januar 1886 in Veliki Kamen (dt. Großsteinbach)) und dessen Ehefrau Anna (geborene Omerzu; * 30. März 1888 in Senovo, Pfarre Brestanica (dt. Reichenburg)) in St. Leonhard bei Landskron geboren und am 21. Januar 1917 auf den Namen Franc getauft. Seine Eltern hatten am 31. Januar 1915 in Villach-St. Nikolai geheiratet.
Er nahm an zwei Winterolympiaden teil: 1936 belegte er den 39. Platz in Garmisch-Partenkirchen von der Normalschanze und 1948 verbesserte er sein vorheriges olympisches Ergebnis mit einem 32. Platz in St. Moritz. Ebenfalls im Jahr 1936 nahm Pribošek an einigen der ersten Skiflugveranstaltungen überhaupt auf der damals neuen Bloudkova-velikanka-Schanze in Planica teil.